# 熱血高校2
《熱血高校2》（日語：クローズZERO 2），是由三池崇史執導的日本电影，於2009年上映。本作是《漂丿男子漢》的續集，也是漫畫家高橋弘的作品《漂丿男子漢》系列的衍生作品。

## 劇情
恶战之后，铃兰高校进入短暂的和平期。芹泽多摩雄让出老大宝座，泷谷源治则持续向恐怖的林田惠发起冲击。8个月时间转瞬即逝，铃兰与宿敌凤仙学院的风波再起，源治的介入更摧毁双方的停战协议。混戰一觸即發。

## 演員
- 泷谷源治：小栗旬

与凤仙大战中，击败鸣海大我。多次向林田惠挑战皆败。
- 芹澤多摩雄：山田孝之

与凤仙大战中，击败漆原凌。
- 片桐拳：矢部享佑（日语：矢部享佑）
- 逢泽瑠加：黑木明纱
- 辰川时生：桐谷健太
- 鸣海大我：金子統昭

凤仙学园老大。被泷谷源治击败。
- 美藤龙也：三浦春馬

凤仙学园前任老大美藤真喜雄的弟弟。
- 漆原凌：綾野剛

凤仙学园No.2，一旦干架就不知收手，擅长的招式是肘击和膝蹴，以压倒性的优势击败桐本将治后，被芹泽多摩雄击败。
- 林田惠：深水元基（日语：深水元基）

## 评价
本片全球票房收入29,893,636美元。

## 外部連結
- 互联网电影数据库（IMDb）上《熱血高校2》的资料（英文）